# Комітет Світової спадщини ЮНЕСКО

Логотип проекту Світова спадщина ЮНЕСКО

Комітет світової спадщини ЮНЕСКО (англ. Intergovernmental Committee for the Protection of the World Cultural and Natural Heritage (World Heritage Committee)) є підрозділом Організації Об'єднаних Націй з питань освіти, науки і культури, що вповноважений додавати пам'ятки до списку Світової спадщини UNESCO та вилучати їх. Відповідальний за імплементацію Конвенції про охорону Всесвітньої культурної і природної спадщини, Комітет розпоряджається коштами Фонду всесвітньої спадщини, зокрема, надає їх країнам-учасникам Конвенції. Він має останнє слово щодо того, чи внесено об’єкт до Списку всесвітньої спадщини. Комітет розглядає звіти про стан збереження вписаних об'єктів і просить держави-учасниці вжити заходів, якщо об'єкти не керуються належним чином. Він також приймає рішення про внесення або виключення об'єктів у Списку всесвітньої спадщини, що перебуває під загрозою. 
Комітет складає 21 представник від суверенних держав, обрані на шостирічний термін Генеральною Конференцією. Однак багато обраних членів Комітету добровільно скорочували для себе цей термін до 4 або 2 років. Усі члени, обрані на 17-й (2009 рік) та 18-й (2011 рік) Генеральних асамблеях, вирішили скоротити собі термін повноважень до 4 років.

## Місія
Організація Об’єднаних Націй з питань освіти, науки та культури (ЮНЕСКО) прагне заохочувати виявлення, охорону та збереження культурної та природної спадщини в усьому світі, яка вважається надзвичайною цінністю для людства. Це втілено в міжнародному договорі під назвою Конвенція про охорону всесвітньої культурної та природної спадщини, прийнятому ЮНЕСКО в 1972 році.
Місія:
- Заохочувати країни підписати Конвенцію про всесвітню спадщину та забезпечити охорону їхньої природної та культурної спадщини;
- Заохочувати держави-учасниці Конвенції номінувати об'єкти на своїй національній території для включення до Списку всесвітньої спадщини;
- Заохочувати держави-учасниці розробити плани управління та створити системи звітності про стан збереження їхніх об'єктів Всесвітньої спадщини;
- Допомагати державам-учасницям охороняти об'єкти всесвітньої спадщини, надаючи технічну допомогу та професійну підготовку;
- Надавати невідкладну допомогу об’єктам Всесвітньої спадщини, які знаходяться в безпосередній небезпеці;
- Підтримка діяльності держав-учасниць щодо підвищення обізнаності громадськості щодо збереження Всесвітньої спадщини;
- Заохочувати участь місцевого населення у збереженні їх культурної та природної спадщини;
- Заохочувати міжнародне співробітництво у збереженні нашої світової культурної та природної спадщини.

## Сесії
Комітет проводить щорічні сесії з метою розгляду стану Світової спадщини, заходів щодо її захисту, долучення нових об'єктів тощо. Серед заходів, що спрямовані на порятунок об'єктів — занесення їх до списку Світової спадщини під загрозою знищення та субсидії на відновлювальні роботи. Відповідальність за збереження пам'яток несуть суверенні держави, на території яких вони розташовані. В випадку продовження дій, що руйнують цінність об'єктів, або їх фізичного зникнення відбувається вилучення зі списку Світової спадщини. Наявність таких об'єктів є не лише питанням престижу країни, але й її туристичної привабливості. Двічі Комітет світової спадщини вилучав об'єкти зі списку, як такі, що втрачені.
Позачергові сесії виділені та мають скорочення (пс)
| Сесії | Рік  | Дати                    | Місце проведення | Країна         | Примітки                                                                             |
| ----- | ---- | ----------------------- | ---------------- | -------------- | ------------------------------------------------------------------------------------ |
| 1     | 1977 | 27 червня - 1 липня     | Париж            | Франція        | Затверджені перші дванадцять номінованих об'єктів                                    |
| 2     | 1978 | 5 - 8 вересня           | Вашингтон        | США            | Кількість зросла до 57, серед них — перший об'єкт на території СРСР, Біловезька пуща |
| 3     | 1979 | 22 - 26 жовтня          | Каїр і Луксор    | Єгипет         |                                                                                      |
| 4     | 1980 | 1 - 5 вересня           | Париж            | Франція        | Кількість об'єктів у списку подолала межу в 100 записів                              |
| 1 пс  | 1981 | 10 - 11 вересня         | Париж            | Франція        |                                                                                      |
| 5     | 1981 | 26 - 30 жовтня          | Сідней           | Австралія      |                                                                                      |
| 6     | 1982 | 13 - 17 грудня          | Париж            | Франція        |                                                                                      |
| 7     | 1983 | 5 - 9 грудня            | Флоренція        | Італія         |                                                                                      |
| 8     | 1984 | 29 жовтня - 2 листопада | Буенос-Айрес     | Аргентина      |                                                                                      |
| 9     | 1985 | 2 - 6 грудня            | Париж            | Франція        |                                                                                      |
| 10    | 1986 | 24 - 28 листопада       | Париж            | Франція        |                                                                                      |
| 11    | 1987 | 7 - 11 грудня           | Париж            | Франція        |                                                                                      |
| 12    | 1988 | 5 - 9 грудня            | Бразиліа         | Бразилія       |                                                                                      |
| 13    | 1989 | 11 - 15 грудня          | Париж            | Франція        |                                                                                      |
| 14    | 1990 | 7 - 12 грудня           | Банфф            | Канада         | Перші об'єкти на території України: Свята Софія та Києво-Печерська лавра             |
| 15    | 1991 | 9 - 13 грудня           | Карфаген         | Туніс          |                                                                                      |
| 16    | 1992 | 7 - 14 грудня           | Санта-Фе         | США            |                                                                                      |
| 17    | 1993 | 6 - 11 грудня           | Картагена        | Колумбія       |                                                                                      |
| 18    | 1994 | 12 - 17 грудня          | Пхукет           | Таїланд        | Резервація орикса в Омані через 13 років стане першим об'єктом вилученим зі списку   |
| 19    | 1995 | 4 - 9 грудня            | Берлін           | Німеччина      |                                                                                      |
| 20    | 1996 | 2 - 7 грудня            | Мерида           | Мексика        | Список подолав рубіж у 500 записів                                                   |
| 2 пс  | 1997 | 29 жовтня               | Париж            | Франція        |                                                                                      |
| 21    | 1997 | 1 - 6 грудня            | Неаполь          | Італія         |                                                                                      |
| 22    | 1998 | 30 листопада - 5 грудня | Кіото            | Японія         | Історичний центр Львова став другою пам'яткою Світової спадщини на теренах України   |
| 3 пс  | 1999 | 12 липня                | Париж            | Франція        |                                                                                      |
| 4 пс  | 1999 | 30 жовтня               | Париж            | Франція        |                                                                                      |
| 23    | 1999 | 29 листопада - 4 грудня | Марракеш         | Марокко        |                                                                                      |
| 24    | 2000 | 27 листопада - 2 грудня | Кернс            | Австралія      |                                                                                      |
| 5 пс  | 2001 | 1 листопада             | Париж            | Франція        |                                                                                      |
| 25    | 2001 | 11 - 16 грудня          | Гельсінкі        | Фінляндія      |                                                                                      |
| 26    | 2002 | 24 - 29 червня          | Будапешт         | Угорщина       |                                                                                      |
| 6 пс  | 2003 | 17 - 22 березня         | Париж            | Франція        |                                                                                      |
| 27    | 2003 | 30 червня - 5 липня     | Париж            | Франція        |                                                                                      |
| 7 пс  | 2004 | 6 - 11 грудня           | Париж            | Франція        |                                                                                      |
| 28    | 2004 | 28 червня - 7 липня     | Сучжоу           | КНР            |                                                                                      |
| 29    | 2005 | 10 - 17 липня           | Дурбан           | ПАР            | Визнання отримала Геодезична дуга Струве, деякі пункти якої є на території України   |
| 30    | 2006 | 8 - 16 липня            | Вільнюс          | Литва          |                                                                                      |
| 8 пс  | 2007 | 24 жовтня               | Париж            | Франція        |                                                                                      |
| 31    | 2007 | 23 червня - 1 липня     | Крайстчерч       | Нова Зеландія  | Букові праліси Карпат з України та Словаччини ввійшли до списку як природний об'єкт  |
| 32    | 2008 | 2 - 10 липня            | Квебек           | Канада         |                                                                                      |
| 33    | 2009 | 22 - 30 червня          | Севілья          | Іспанія        | Долина Ельби в Дрездені вилучена після будівництва мосту, що порушив її ландшафт     |
| 9 пс  | 2010 | 14 червня               | Париж            | Франція        |                                                                                      |
| 34    | 2010 | 25 липня - 3 серпня     | Бразиліа         | Бразилія       |                                                                                      |
| 10 пс | 2011 | 9 листопада             | Париж            | Франція        |                                                                                      |
| 35    | 2011 | 19 - 29 червня          | Париж            | Франція        | Світової спадщиною визнана Резиденція митрополитів Буковини і Далмації в Чернівцях   |
| 36    | 2012 | 25 червня - 5 липня     | Санкт-Петербург  | Росія          |                                                                                      |
| 37    | 2013 | 17 - 27 червня          | Пномпень         | Камбоджа       | Херсонес Таврійський і дерев'яні церкви Карпатського регіону доповнили список        |
| 38    | 2014 | 15 - 25 червня          | Доха             | Катар          | Кількість пам'яток перевищила 1000                                                   |
| 11 пс | 2015 | 19 листопада            | Париж            | Франція        |                                                                                      |
| 39    | 2015 | 28 червня - 8 липня     | Бонн             | Німеччина      |                                                                                      |
| 40    | 2016 | 10 - 20 липня           | Стамбул          | Туреччина      |                                                                                      |
| 12 пс | 2017 | 15 листопада            | Париж            | Франція        |                                                                                      |
| 41    | 2017 | 2 - 12 липня            | Краків           | Польща         |                                                                                      |
| 42    | 2018 | 24 червня - 2 липня     | Манама           | Бахрейн        |                                                                                      |
| 13 пс | 2019 | 28 листопада            | Париж            | Франція        |                                                                                      |
| 43    | 2019 | 30 червня - 10 липня    | Баку             | Азербайджан    |                                                                                      |
| 14 пс | 2020 | 2 листопада             | Онлайн зустріч   | Онлайн зустріч |                                                                                      |
| 15 пс | 2021 | 29 березня              | Онлайн зустріч   | Онлайн зустріч |                                                                                      |
| 16 пс | 2021 | 26 листопада            | Париж            | Франція        |                                                                                      |
| 44    | 2021 | 16 - 31 липня           | Фучжоу           | КНР            |                                                                                      |
| 45    | 2022 | 19 - 30 червня          | Казань           | Росія          | Відкладено                                                                           |

## Список членів Правління
| Афганістан (2019 – 2023)                    | Ангола (2021-2025)                        |
| Аргентина (2019 – 2023)                     | Вірменія (2021-2025)                      |
| Бенін (2019 – 2023)                         | Австрія (2021-2025)                       |
| Бразилія (2019 – 2023)                      | Азербайджан (2021-2025)                   |
| Демократична Республіка Конго (2019 – 2023) | Ботсвана (2021-2025)                      |
| Домініканська Республіка (2019 – 2023)      | Чилі (2021-2025)                          |
| Франція (2019 – 2023)                       | Китай (2021-2025)                         |
| Німеччина (2019 – 2023)                     | Конго (2021-2025)                         |
| Гана (2019 – 2023)                          | Острови Кука (2021-2025)                  |
| Гвінея (2019 – 2023)                        | Джибуті (2021-2025)                       |
| Угорщина (2019 – 2023)                      | Єгипет (2021-2025)                        |
| Італія (2019 – 2023)                        | Гренада (2021-2025)                       |
| Кенія (2019 – 2023)                         | Гаїті (2021-2025)                         |
| Киргизстан (2019 – 2023)                    | Ісландія (2021-2025)                      |
| М'янма (2019 – 2023)                        | Індія (2021-2025)                         |
| Намібія (2019 – 2023)                       | Японія (2021-2025)                        |
| Нідерланди (2019 – 2023)                    | Йорданія (2021-2025)                      |
| Пакистан (2019 – 2023)                      | Кувейт (2021-2025)                        |
| Польща (2019 – 2023)                        | Литва (2021-2025)                         |
| Республіка Корея (2019 – 2023)              | Мексика (2021-2025)                       |
| Російська Федерація (2019 – 2023)           | Парагвай (2021-2025)                      |
| Саудівська Аравія (2019–2023)               | Філіппіни (2021-2025)                     |
| Сенегал (2019 – 2023)                       | Сент-Люсія (2021-2025)                    |
| Сербія (2019 – 2023)                        | Південна Африка (2021-2025)               |
| Іспанія (2019 – 2023)                       | Туреччина (2021-2025)                     |
| Швейцарія (2019 – 2023)                     | Об'єднана Республіка Танзанія (2021-2025) |
| Таїланд (2019 – 2023)                       | В'єтнам (2021-2025)                       |
| Того (2019 – 2023)                          |                                           |
| Туніс (2019 – 2023)                         |                                           |
| Об’єднані Арабські Емірати (2019–2023)      |                                           |
| Україна (2023 — 2027)                       |                                           |
| Уругвай (2019 – 2023)                       |                                           |

## Поточний склад Комітету
До складу Бюро входять сім держав-учасниць, які щорічно обираються Комітетом: голова, п’ять заступників голови та доповідач. Бюро Комітету координує роботу Комітету, встановлює дати, години та порядок проведення засідань.
На початок 2016 року до Комітету світової спадщини входять 21 представник таких країн-учасниць: Ангола, Азербайджан, Буркіна-Фасо, В'єтнам, Зімбабве, Індонезія, Казахстан, Республіка Корея, Куба, Кувейт, Ліван, Перу, Польща, Португалія, Танзанія, Туніс, Туреччина, Філіппіни, Фінляндія, Хорватія, Ямайка. Більшість із них мають мандат до 2017 року. На сесії, проведення якої планується у Стамбулі в липні 2016 року, головуватиме Лейла Улкер (Lale Ülker) з Туреччини, доповідачем має бути кореянка Юджін Йо (Eugene Jo), заступниками голови комітету є представники Лівану, Перу, Польщі, Танзанії та Філіппін.
За 2022 рік до Комітету світової спадщини входять 21 представник таких країн-учасниць: Аргентина, Бельгія, Болгарія, Єгипет, Ефіопія, Греція, Індія, Італія, Японія, Малі, Мексика, Нігерія, Оман, Катар, Російська Федерація, Руанда, Сент-Вінсент і Гренадини, Саудівська Аравія, Південна Африка, Таїланд, Замбія.
Бюро Комітету: головою комітету є Олександр Кузнєцов (Російська Федерація), доповідачем має бути Пані Шікха Джайн (Індія), заступниками голови комітету є представники Аргентини, Італії, Саудівської Аравії, Південної Африки і Таїланду.